# Rosso di Cerignola
Il Rosso di Cerignola è un vino DOC la cui produzione è consentita nella provincia di Foggia.

## Caratteristiche organolettiche
- colore: dal rosso rubino più o meno intenso al rosso mattone con l'invecchiamento.
- odore: vinoso, alcolico, gradevole.
- sapore: asciutto, sapido, di buon corpo, giustamente tannico, armonico, retrogusto amarognolo gradevole.

## Produzione
Provincia, stagione, volume in ettolitri
- nessun dato disponibile